# August Reinhold Orlovius
August Reinhold Orlovius (* 14. August 1806 in Marggrabowa; † 13. Juli 1887 in Danzig) war königlich preußischer Generalmajor und zuletzt Kommandant der Festung Pillau.

## Herkunft
Seine Eltern waren der Gutsbesitzer Johann Reinhold Orlovius und dessen Ehefrau Barbara Korth.

## Leben
Er besuchte das Gymnasium in Lyck und später die Divisionsschule in Danzig. Am 8. Dezember 1824 ging er als Füsilier in das 4. Infanterie-Regiment, wo er im Jahr 1826 Unteroffizier wurde. Am 13. November 1829 wurde er zum Portepeefähnrich und am 12. November 1831 zum Seconde-Lieutenant befördert. In der Zeit vom 1. April 1837 bis zum 31. Dezember 1849 war er Adjutant des II. Bataillons und am 21. Mai 1847 zum Premier-Lieutenant ernannt. Am 10. September 1850 wurde er Hauptmann und Kompaniechef. Anschließend wurde er am 27. März 1858 zum Major befördert und in das 33. Infanterie-Regiment versetzt, wo er als Kommandeur des Landwehrbataillons nach Bartenstein kam. Am 1. Juli 1860 wurde er dann Bataillonskommandeur im 33. Infanterie-Regiment, dazu erhielt er am 26. September 1860 den Roten Adlerorden 4. Klasse. Am 18. Oktober 1861 wurde er dort zum Oberstleutnant befördert. Auf Grund einer schweren Erkrankung wurde er am 18. April 1865 als Kommandant in die Festung Pillau versetzt, dazu wurde er à la suite des 33. Infanterie-Regiments gestellt. Er erhielt am 18. Juni 1865 den Charakter als Oberst. Während der Mobilmachung zum Deutschen Krieg wurde er am  20. Mai 1866 als Kommandeur in das 9. Landwehr-Regiment versetzt, am 8. Juni 1866 erhielt er dort das Patent als Oberst, am 17. September 1866 konnte er wieder in seine Friedensstellung zurückkehren.
Am 17. Januar 1869 wurde er mit dem Roten Adlerorden 3. Klasse mit Schleife ausgezeichnet. Am 12. April 1870 erhielt er dann den Charakter als Generalmajor und wurde mit Pension zur Disposition gestellt. Er wurde später bettlägerig und starb am 13. Juli 1887 in Danzig.
Sein Regimentskommandeur schrieb 1857 in seiner Beurteilung: Dieser Offizier, besonders ausgezeichnet durch unermüdliche Tätigkeit, Zuverlässigkeit, Ernst und Bestimmtheit, widmet sein ganzes Leben Seiner Majestät Dienst. Seine Kompagnie ist infolgedessen auf einer hohen Stufe der Ausbildung und von besten Geiste beseelt. Er ist ein Vorbild allen Offizieren des Regiments und steht vermöge einer gründlichen wissenschaftlichen Bildung auf dem Standpunkt, ein gebildetes Offizierskorps für den Allerhöchsten Dienst nützlich leiten und führen zu können. Diese ausgezeichneten Eigenschaften empfehlen ihn früher so wie jetzt zu einer besonderen Beförderung.

## Familie
Er heiratete am 4. August 1843 in Danzig Johanna Auguste Hepper (* 1819; † 18. Juni 1893), eine Tochter des Amtsmannes Friedrich Wilhelm Heppner. Das Paar hatte eine Tochter namens Luise.